# Malaja Ob'
La Malaja Ob' (in russo Малая Обь?, piccola Ob') è uno dei maggiori rami fluviali in cui si divide l'Ob' inferiore (l'altro è il Bol'šaja Ob', grande Ob'). Scorre nel Circondario autonomo degli Chanty-Mansi-Jugra e nel Circondario autonomo Jamalo-Nenec (Šuryškarskij rajon) della Russia siberiana occidentale.

## Descrizione
Nel suo basso corso, poco a valle del villaggio di Peregrëbnoe, il fiume Ob' si divide in due grandi rami che scorrono paralleli (Bol'šaja Ob' a sinistra e Malaja Ob' a destra), più altri canali minori. La lunghezza della Malaja Ob' è di 461 km. Dipende dal livello dell'acqua, ma normalmente il canale è navigabile. Lungo il suo corso, i maggiori affluenti che riceve sono: Severnaja Sos'va, Synja, Sob' e Ščuč'ja.